# Numergy
Numergy était une société française de cloud computing fondée en 2012 par SFR et Bull dans le cadre du projet Andromède de cloud souverain français. Placée sous procédure de sauvegarde en octobre 2015, elle est intégralement rachetée par SFR Group en janvier 2016.

## Historique
Au travers du projet Andromède (2011), l'ambition du gouvernement français était la création d'un Cloud souverain sécurisé pour les entreprises et les administrations françaises.

Ainsi, soutenus par la Caisse des dépôts et consignations, deux consortiums sont nés : 
- Numergy : mené par SFR Group et Bull[4] ;
- Cloudwatt : géré par Orange et Thales.

Ces projets ont émergé pour répondre aux besoins croissants des entreprises en ressources informatiques sur un marché principalement porté par de grands acteurs américains.
En janvier 2016, SFR Group finalise le rachat des 33 % de Numergy détenus par la Caisse des dépôts et les 20 % détenus par Atos devenant ainsi son unique actionnaire.

### Le Cloud français
Numergy a été créée le 5 septembre 2012, concrétisation d'Andromède, projet de Cloud souverain financé par la France dans le cadre des investissements d’avenir. Elle sera détenue à 20 % par Bull, à 47 % par SFR et 33 % par l’État via la Caisse des dépôts et consignations.
Le Cloud français a pour objectif de proposer aux entreprises et organisations publiques une offre garantissant la localisation et la confidentialité des données sur le territoire français et soumis aux lois françaises. Il se pose comme une alternative aux solutions opérées par des groupes étrangers, notamment américains soumis au Patriot Act, fameuse loi obligeant les fournisseurs d’infrastructure américains à remettre sur demande de la justice les données de leurs clients.

### Procédure de sauvegarde
Après 3 années de fonctionnement, Numergy a été placée sous procédure de sauvegarde le 13 octobre 2015, du fait du chiffre d'affaires très inférieur à celui attendu, et du risque de ne plus pouvoir payer ses salariés dans les mois qui suivent. Elle sera absorbée par SFR le 25 janvier 2016.